# Metroid Prime
Metroid Prime — відеогра, розроблена Retro Studios і видана Nintendo для Nintendo GameCube, випущена 19 листопада 2002 року в Північній Америці. Це перша частина серії Metroid, дія якої відбувається в 3D. Хоча сама гра виглядає як шутер від першої особи, сама Nintendo визначає жанр як пригода від першої особи (англ. First-Person Adventure), з тієї причини, що в грі акцент на елементи дослідження навколишнього світу, так званого «експлорінга». У Північній Америці гра також була першою випущеною частиною з часів Super Metroid, яка вийшла в 1994. В інших країнах Metroid Prime була випущена після Metroid Fusion.
Metroid Prime — перша частина з трилогії Prime, дія якої відбувається між оригінальною Metroid та Metroid II: Return of Samus. Як і в попередніх іграх серії, сюжет Metroid Prime розгортається в науково-фантастичному світі, а гравець керує головною героїнею — найманим мисливець за головами Самус Аран. Сам сюжет будується навколо протистояння Космічних Піратів та їх експериментів на планеті Tallon IV. Гра була результатом співпраці між персоналом Retro в Остіні, штат Техас, і японськими співробітниками Nintendo, включаючи продюсерів Сігеру Міямото і Кенсуке Танабе, перший з яких запропонував проєкт після відвідування штаб-квартири Retro у 2000 році.
Попри побоювання любителів серії, що перехід в 3D зіпсує геймплей, гра отримала високі оцінки критиків і була комерційно успішною — продажі склали понад 2,8 мільйона одиниць по всьому світу. Вона отримала низку нагород «Гра року», і багато критиків і геймерів вважають її однією з найкращих відеоігор, коли-небудь створених, залишаючись високо в рейтингу найкращих ігор за оцінками на Metacritic. У 2009 році була випущена покращена версія для Wii як окрема гра в Японії та як частина збірки Metroid Prime: Trilogy в інших регіонах. Оновлена версія Metroid Prime Remastered вийшла 9 лютого 2023 році для Switch.